# フォーエバーリビングプロダクツ ジャパン
フォーエバーリビングプロダクツ ジャパン（略称FLP、以下FLPと記述する）は、東京都江東区青海に本社を置く連鎖販売取引企業である。アロエベラ製品をはじめとするいわゆる健康食品や化粧品等を商材としている。

## 企業概要
米国・アリゾナ州に本社を置くForever Living Products社の日本現地法人である。会社設立当時、日本国内ではアロエベラゲル食品の販売は前例がなかったため、輸入販売できるようになるまで3年近い月日を要した。日本におけるアロエベラジュース販売のパイオニア企業であり、アロエ健康食品ではシェアNo.1企業。
本社を除くサロン・営業所などのサポート拠点は9拠点を数え、日本全国に展開している。

## 支店・営業所
- 札幌営業所 - 北海道札幌市厚別区大谷地東5-1-43
- サロン仙台 - 宮城県仙台市泉区八乙女1-6-8
- さいたま営業所 - 埼玉県さいたま市大宮区桜木町4-333-13 大同生命さいたま大宮ビル16F
- 南関東営業所 - 東京都江東区青海2丁目4-24 青海フロンティアビル1F
- サロン横浜 - 神奈川県横浜市西区北幸2-3-19 日総第8ビル2F
- 長野営業所 - 長野県安曇野市豊科4779-1
- 名古屋営業所 - 愛知県名古屋市名東区本郷3-5 グロウバルビル1-C
- 金沢営業所 - 石川県金沢市新保本3-93
- グランドサロン大阪 - 大阪市中央区南船場4-4-10 辰野心斎橋ビル3F
- サロン九州 - 佐賀県鳥栖市弥生が丘1丁目36-2あんくるふじや弥生ヶ丘店3号室

## 略歴
- 1978年5月 Forever Living Products, Inc. 設立。
- 1980年9月1日 日本フォーエバーリビングプロダクツ株式会社設立。
- 1983年6月29日 日本フォーエバーリビングプロダクツ株式会社　
  - 東京のホテルニューオータニにてグランドオープニング。
  - アロエベラジュースの販売を開始。[2]
- 1984年5月 熱海ニューフジヤホテルにて第1回コンベンション開催。
- 同年6月 本社オフィスを六本木から新宿へ移転。
- 1985年11月 第1回アロエベラふるさとセミナー開催。
- 1986年 本社オフィスを新宿大久保の太陽ビルから伯伸ビルへ移転。
- 1988年6月 PCM制度開始。
- 1989年 新規コンピューターを導入。アロエベラジュースのボトル生産ラインを拡張。
- 1991年 お客様相談室開設。本社オフィス別館へ一部移転。
- 1994年 スリーハートクラブ（３HC）制度開始。
- 1995年8月 本社オフィスを新宿から港区虎ノ門へ移転。
- 1998年1月 社名をFLPジャパン・リミテッドに変更。
  - 6月 ハワイで15周年記念スペシャルセミナーを開催。
- 2002年7月 1997年10月 東京国税局の税務調査を受け、95年12月期までの5年間で約77億円の所得隠しを指摘され、追徴課税処分を受ける。主にアロエなどの原材料の仕入れ費用を意図的に水増ししていたとされたが、2002年7月にこの処分は取り消される。[3]
- 2006年10月 安息香酸ナトリウム（保存料）を添加しないアロエベラジュースの販売を開始。（詳細は栄養成分についてを参照）[4]
- 2007年4月 現社名に変更。
  - 4月 らくらく便開始。
- 2011年4月 RSC制度開始。
- 2012年10月 グランドサロン大阪オープン。
- 2013年4月 アロエベラジュースとARGI＋の2商品が「医学団体日本成人病予防協会」の推奨認定を受けたと発表。[要出典]
- 2017年4月 アロエベラジュースのパッケージがテトラパック社提供のアルミ付き紙容器（多層構造）へ変更
- 2017年9月 本社オフィスを港区虎ノ門から江東区青海へ移転。
- 2018年12月 ジーン H.山形が同社の社長に就任。[5]
- 2019年11月 FBO新登録制度スタート。
  - フォーエバーカスタマー（FC）制度スタート。
- 2020年4月 サロン仙台オープン。
- 2022年11月 南関東営業所・サロン横浜を統合し、サロン横浜リニューアルオープン。

## 関連企業

### アロエベラオブアメリカ（Aloevera of America）
- 所在地：テキサス州ダラス[6]
- フォーエバーリビングプロダクツ社の主にアロエベラ製品の製造・輸出を行っている。テキサス州ハーリンジェン、ドミニカにある専用のアロエベラ畑（約2,000万坪以上）でアロエベラを農薬や化学肥料は使用せずに栽培し[7]、収穫後それを安定化処理を行い、その後テキサス州ダラスにある工場で製品として加工。工場はISO9001　ISO14001　OHSAS18001の認定を受けている。

### フォーエバー・ニュートラスーティカル（Forever Nutraceutical）
- 所在地：アリゾナ州フェニックス
- フォーエバーリビングプロダクツ社の飲料を除く健康食品（ビーポーレン、ビープロポリス、ARGI+など）[8]の製造を行っている。毎年世界150カ国以上へ約5億個のカプセル、約20億個のタブレット、約200kgのパウダー製品を製造・出荷している。

## 商品

### 栄養補助食品[9]
- アロエベラジュース - アロエベラの葉皮を取り除いた葉肉であるアロエベラジェルが主成分として含まれ、他にイソマルトオリゴ糖（デンプンを発酵処理して製造される食品成分。主に糖度調整のために利用される。）、レモン・ライム（風味調整のため）、クエン酸、酸化防止剤（ビタミンC、ビタミンE）が含まれている。
- アロエベラジュース330 - アロエベラジュースの330mlサイズ。普通のアロエベラジュースの他、ベリーネクター味とピーチ味がある。
- ビーポーレン（ミツバチ花粉－ミツバチが自分たちの食料として集めた花粉）
- ビープロポリス（ミツバチが巣を外敵から守るために、自然界の花しべ、木の芽、樹皮の中の樹脂にミツバチ自身の腺分泌を加えて作る貴重な物質）
- ビーハニー（100％天然の蜂蜜を使用）
- ARGI+（L-アルギニンを主成分とした粉末タイプの食品）
- ライトアミノウルトラ（大豆たんぱく）
- アクティブHA（ウコン、生姜油、ヒアルロン酸などを配合）
- アークティックシー（DHA、EPAを配合。「機能性表示食品」としての届け出が受理され、2022年8月中旬から「機能性表示食品」と表示された製品が出荷されている。）

- アクティブブースト（炭酸飲料：アロエベラ、ガラナ、ハーブ抽出物、ビタミンなどを配合したエナジードリンク）
- デイリー(ビタミン・ミネラル含有食品)
- ニュートラＱ１０（コエンザイムQ10含有食品）
- フォーエバーファイバー（食物繊維含有食品）
- フォーエバームーブ（卵殻膜含有加工食品）
- フォーエバー アクティブ プロB - 1カプセルに6種・約80億の乳酸菌、ビフィズス菌が含まれている。また、これらの菌の働きを助けるためにコーンデキストリンとフラクトオリゴ糖を含有し、さらに栄養機能食品として亜鉛も含んでいる。

### スキンケア商品
- クレンジングローション（パラベンフリー、アロエベラ液汁・パーシック油・ワセリン・ヤシ油などを配合したメイク落とし）
- クレンジングフォーム（パラベンフリー、アロエベラ液汁・グリセリン・ステアリン酸・ミリスチン酸などを配合した洗顔料）
- アクティベーター、ゼリー（パラベンフリー、アロエベラ液汁高配合の化粧水）
- ミルクローション、モイスチュアライジングローション（パラベンフリー、アロエベラ液汁が配合された乳液）
- マスクパウダー（パラベンフリー、アルブミン、とうもろこしを粉末にしたコーンスターチ、ミネラルを含んだ粉末粘土のカオリンを配合したフェイスパック）
- サンスクリーン（紫外線A波とB波を防ぐアロエベラ液汁を配合した日焼け止めクリーム）※より環境に配慮した商品へリニューアルする為、2022年4月に製造・販売を終了。再販時期については未定。

### パーソナルケア商品
- シャンプー、コンディショナー（パラベンフリー、アロエベラ液汁を配合したもの）
- ブライト（アロエベラ液汁を配合した歯磨き粉）
- リップクリーム（アロエベラ液汁、ホホバ種子油を配合）
- ヒートローション（パラベンフリー、ボディマッサージ用の乳液）
- APスキンクリーム（アロエベラ液汁、プロポリスが配合されたボディクリーム）

### セット商品
- スーパーバイタルセ ブンプラス（SV7＋） - スーパーフードとも言われるポーレン、プロポリスと乳酸菌・ビフィズス菌、食物繊維、DHA・EPA、アルギニン、コエンザイムQ10を配合した７つの商品にアロエベラジュースがプラスされたセット商品。内容は、アロエベラジュース１L×３本、ビーポーレン×１本、ビープロポリス×１本、アクティブ プロB×１本、ファイバー×１個、ARGI＋×１袋、アークティックシー×１本、ニュートラQ10×１個。

- フォーエバー ファスト - フォーエバー商品人気ベスト５をセットにした商品。内容は、アロエベラジュース１L×４本、ビーポーレン×３本、ビープロポリス×１本、アクティブ プロB×３本、ライトアミノウルトラ×４袋

- チャレンジ９- Aセット(C９-Aセット) - 生活習慣改善を目的とした“自分と向き合う９日間チャレンジ”セット。重苦しい毎朝がスッキリするように食物繊維とプロバイオティクスで内からキレイを目指して作られた。内容は、アロエベラジュース330×９本、ビーポーレン×１本、ビープロポリス×１本、アクティブプロB×１本、ファイバー×１個。
- ムーブメントプラス - アロエベラジュースとムーブとアクティブHAを約１ヶ月分セットにした商品。内容は、アロエベラジュース１L×３本、ムーブ×１本、アクティブHA×１本。
- ビープラスセット - 食品人気ベスト３を約１ヶ月分セットにした定番商品。内容は、アロエベラジュース１L×３本、ビーポーレン×１本、ビープロポリス×１本。
- プロBセット - アロエベラジュースとアクティブプロBを約１ヶ月分セットにした商品。内容は、アロエベラジュース１L×３本、アクティブプロB×１本。
- エーアールジーアイプラスセット - アロエベラジュースとARGI＋を約１ヶ月分セットにした商品。内容は、アロエベラジュース１L×３本、ARGI＋×１袋。
- らくらくQ１０セット - アロエベラジュースとニュートラQ１０を約１ヶ月分セットにした商品。内容は、アロエベラジュース１L×３本、ニュートラQ10×１個。
- チョー！元気＋セット - アロエベラジュースとアクティブプロBとファイバーを約１ヶ月分セットにした商品。内容は、アロエベラジュース１L×３本、アクティブプロB×１本、ファイバー×２個。
- シンプルデイリーケア２８ - 人気のクレンジングと化粧水をセットにした商品。肌が生まれ変わる２８日間に着目したセットで、初めての人のトライアルセットとしても人気。内容は、クレンジングローション、クレンジングフォーム、アクティベーター、ゼリー、各１本。

### その他
- アロエベラゲルが含まれている商品には「国際アロエ科学評議会」の認定マークがついており[10]、アロエベラ研究などを行っている八木晟氏（薬学博士）が推奨している。[11]
- ARGI+は1998年にノーベル生理学・医学受賞したF．ムラド氏（医学博士）の推奨を受けたことがある。[12]
- 2017年4月25日に開催された「フォーレボリューション」にて、アロエベラジュースのパッケージリニューアルを発表。1983年から続いていたプラスチックボトル(多層構造)を、アルミ付き紙容器(多層構造)に変更した。このパッケージはスウェーデンのテトラパック社の紙容器充填包装システム技術を利用しており、パッケージリニューアルによって賞味期限が18カ月から24カ月に延長されることとなった。[13]

## 宣伝活動

### 公式LINEスタンプ
フォーエバーリビングプロダクツ ジャパンでは2017年2月より公式LINEスタンプを発売することを発表した。現在では「アロエくん」「ベラくん」「ファストちゃん」「プラスくん」「ムーブくん」「I love 250」などの計12種類がLINE - クリエイターズスタンプにて販売されている。

### 販売方法
販売方式として連鎖販売取引を採用している。
- 20歳以上が登録できる。
- 商品の愛用と販売ができる会員をフォーエバービジネスオーナー、愛用のみを目的とする会員をフォーエバーカスタマー（2019年11月より。旧称：フォーエバーフレンズ、フォーエバーメイト）と呼び、区別されている。
- フォーエバーカスタマーはフォーエバーカスタマー価格（又はFC価格）で商品を会社から直接購入できる。
- フォーエバービジネスオーナーになるには、スタートキットを紹介者から受領し、特定負担の商品を購入して登録する必要がある。
- フォーエバービジネスオーナーはフォーエバービジネスオーナー価格（又はFBO価格）で商品を会社から直接購入できる。
- 勧誘行為は、各フォーエバービジネスオーナーにより行われる。

## CSR活動
- Forever Living Products International が、2009年に人道支援活動をサポートするために非営利団体（NPO）を設立した（フォーエバーギビング）。2010年1月12日に発生したハイチ地震や2011年3月11日に発生した東日本大震災の被災者の方々への寄付をした。また、ユネスコ世界寺子屋運動を通じて募金活動を行い、これまでに2棟の寺子屋がネパール・ルンビニ地区（成人識字率55％）に完成している。エコキャップ活動（アロエベラジュースなどのキャップを収集）を通じ、ワクチンを購入し子供たちの命を救う活動を行っている。[15]
- また、タイのスラム地区を対象とした教育、コミュニティ開発事業を行うドゥアン・プラティープ財団に寄付をしており、2016年にはスラムで火災が発生した際に消火や人命救助にあたっているクロントイ消防・救急隊と人形劇団「お話しキャラバン」に計100万円を寄付するなどの支援活動を行っている。[16]
- 2011年の東日本大震災以降は「Power of Loveプロジェクト」を設立し、被災地の支援活動などを行ってきた。なおこの活動は2018年に「Forever Giving」に名称を変更し、1998年に設立された非営利団体「Rise Against Hunger」と協力して各国の被災者に対して2年間で500万食のミールパッキングを届けることを目標に掲げ、支援活動を行っている。[17]
- 2022年3月に発行されたFOREVER誌96号の誌面上にて、「Forever Giving」から「Rex Maughan Forever Giving Foundation」に名称変更をしたことが発表された。[18]

## イベント
- 一年に一度開催される大会がいくつかあり、そこでは目標を達成したビジネスオーナーが表彰される。その際は日本中からビジネスオーナーが集まる。アロエベラジュースのふるさと、アメリカへ畑・工場・アメリカ本社を見学できるセミナーやその他多彩な海外イベントもある。[2]
- 2018年3月に開催された年次大会FoRevolutionにおいては、各種表彰や営業政策などの発表が行われた。また、公式アプリとして「フォーエバーAR」のリリースを発表。拡張現実などを用いた体験や、ショッピングサイトへのアクセスが可能となる機能が搭載されている。[19]
- 2018年6月に35周年記念イベントとしてフォーエバーアニバーサリーＤＡＹを開催した。会員含め約7,000名が参加したこのイベントはユニバーサル・スタジオ・ジャパンで行われ、定員に達するまでチケットを購入すれば参加することができる。[20]

## 関連団体

### 国際アロエ科学評議会
国際アロエ科学評議会（IASC, The International Aloe Science Council）とはアロエベラ産業における非営利団体である。アメリカ、ヨーロッパ、アジア、南太平洋を中心に栽培業者、加工業者、メーカーを始めとする企業が会員資格を保有している。IASC認定プログラムからの認証を受けるとIASC認証シールを自社製品に貼付することができる。フォーエバーリビングプロダクツ ジャパンの製品にはIASCからの認証を受けている製品が複数存在する。
現在、関連企業であるフォーエバーリビングプロダクツインターナショナル（Forever Living Products International, LLC）は同評議会に加盟している。

### 日本成人病予防協会
日本成人病予防協会（JAPA, Japanese Association of Preventive Medicine for Adult Disease）とは1987年12月に設立し、1999年に特定非営利活動法人に認定された団体である。主に、健康管理士一般指導員資格の認定及び育成や健康講演会の開催を通じて、成人病の予防に向けた活動を実施している。会長は片野善夫氏、理事長は佐野和男氏が務める。フォーエバーリビングプロダクツの商品の一部には日本成人病予防協会推奨マークを取得しているものが存在する。

## 栄養成分について
- アロエベラを始めとした一部商品の栄養成分表示については、主原料であるアロエベラジェルが天然物で成分にバラつきがあるため、原則表示していない。しかしながら、お客様相談室に直接問い合わせることで「フォーエバー食品成分表」を取り寄せることは可能である。[23]

- 2006年10月27日、水道水質基準やWHOのガイドラインを越えたベンゼンが、アロエベラジュースから検出されていたことを発表。判明は同年8月で、松本保健所と本社を所管する港保健所（東京都）が自主回収と製造や販売の自粛を要請出荷停止したものの回収措置は取らず、理由として「厚生労働省が人体に健康上の害はなく、安全と発表しているから。」と発表している。厚生労働省では「基準を超えたベンゼンが検出された清涼飲料水を一時的に飲んでも、健康の影響は少ないが、流通させないことが望ましい」として[24]、「比較的高い濃度のベンゼンが検出された清涼飲料水を一時的に摂取することについては、このガイドライン値が飲料水を生涯摂取したときのリスクを考慮しており、ガイドライン値を超える清涼飲料水をある一定量摂取していたとしても、特段の健康影響を生ずるということを意味するものではない」ことから、「食品からの摂取に多少の増大があったとしても、リスクの増大への寄与は少ないものと考えられております。」と発表している。[25]

## アロエベラジュースがインフォームドチョイス取得
フォーエバーリビングプロダクツ ジャパンのアロエベラジュースが2020年4月7日に世界的認知度の高いプログラム「インフォームドチョイス（Informed-Choice）」という認証制度にクリアしたことが公式から発表された。インフォームドチョイスとはイギリスLOG社認証のアンチドーピングプログラムの名称を指し、WEDA（世界アンチ・ドーピング機関）が定める禁止物質リストを基準に、食品やサプリメント等の製造過程において厳密なガイドラインが満たされているかを証明するためのものである。